# 土城乡 (瓦房店市)
土城乡，是中华人民共和国辽宁省大連市瓦房店市下辖的一个乡镇级行政单位。

## 行政区划
土城乡下辖以下地区：
土城村、王崴村、富大村、北营村、李小村、李大村、温家村、冯沟村和石染房村。

## 人口
辖11个村委会：土城、王崴、吴屯、傅大、北营、石染房、丛屯、李小、李大、温家、冯沟，70个村民组。截至2008年，有汉、满、锡伯三个民族共21，000人。

## 气候
土城乡属暖温带季风区海洋性气候，冬无严寒，夏无酷暑，气候温和，四季分明。

## 名称来源
据记载，唐朝以前，那里叫太平湾，后因以土筑城而改称土城。

## 海洋
土城乡有海岸线21.4公里，沿海滩涂3万亩。已开发盐田675公顷，海参养殖面积1万余亩。

## 地理及农业生产
土城乡三面环山，西临渤海，地势东高西低，呈低山丘陵为主地貌，易于发展农业、林业、牧业。果树栽培已有多年历史，已发展水果品种100多个，各种水果200余万株，水果总产量4万吨。

## 交通
202国道、沈大高速公路和沈大高速客运铁路横穿土城乡境内，形成了国家、省市和乡村级柏油路纵横成网的便捷交通条件。